# Borgiallo
Borgiallo (piemontesisch ël Borgial) ist eine Gemeinde in der italienischen Metropolitanstadt Turin (TO), Region Piemont.

## Lage und Einwohner
Borgiallo liegt rund 50 km nördlich von Turin im alpinen Valle Sacra. Das Gemeindegebiet umfasst eine Fläche von 6 km² und hat 586 Einwohner (Stand 31. Dezember 2023). Zur Gemeinde zählen auch die Fraktionen (Frazioni) Belvedere, Cossi, Pianezze, Pinelli, San Carlo und Villanova.
Die Nachbargemeinden sind Frassinetto, Castellamonte, Colleretto Castelnuovo, Castelnuovo Nigra, Chiesanuova und Cuorgnè.